# Diogo de Azambuja
Diogo da Azambuja, född 1432 i Montemor-o-Velho, död 1518, var en riddare av Avizorden och tjänade under i portugisiska kungahuset. Han lät bygga Castelo de São Jorge da Mina (Elminafortet) i dåvarande portugisiska kolonin Guldkusten.

## Biografi
Diogo da Azambuja växte upp vid prins Peters hov. År 1449 tvingades prinsen i exil och tog med sig sin tjänare Diogo till Kastilien.
Några år senare kunde de återvända till Portugal och deltog i  kung Alfons erövring av städerna Ksar es-Seghir och Tanger i Marocko. Efter det dubbades Diogo da Azambuja till riddare av Avisorden och blev kungens rådgivare.

### Verksamhet i Västafrika

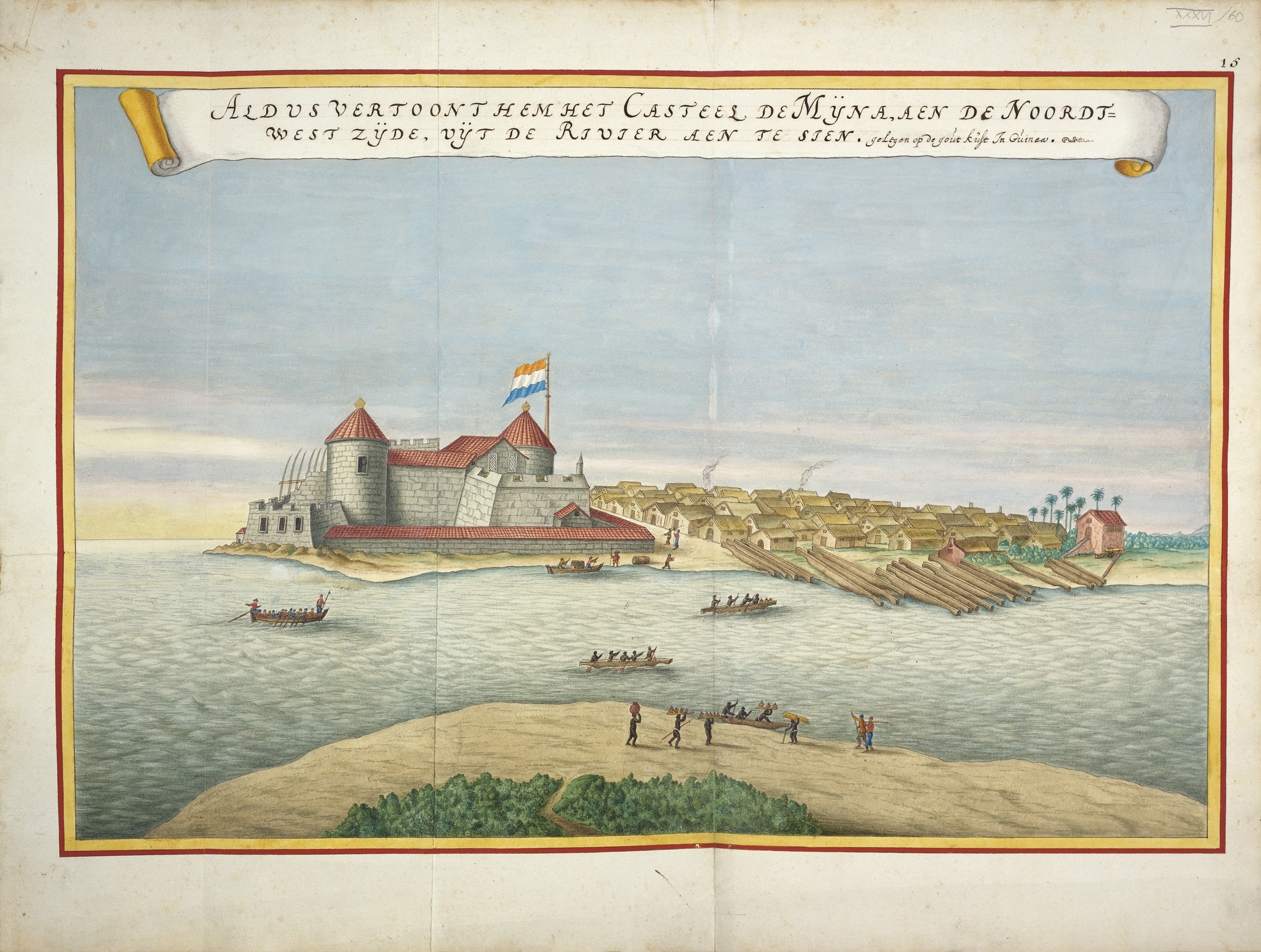
Fortet Elmina på Guldkusten, Van der Hems Atlas.

År 1481 dog kung Alfons och efterträddes av Johan II av Portugal. Kung Johan skickade Azambuja som kapten för en expedition med nio karaveller, och två skepp med 600 soldater och byggnadsmaterial, uppdrag att bygga en fästning på guldkusten. Fästningen invigdes året därpå och döptes till Castelo de São Jorge da Mina
Fästningen erövrades av holländare 1637 och blev en viktig hamn i den transatlantiska slavhandeln som pågick till 1814. Den holländska guldkusten övergick till det brittiska imperiet 1872.

### Familj
Azambuja gifte sig med Leonor Botelho och fick barnen António, Cecilia och Catarina.
Azambuja tjänstgjorde i Västafrika i många år och levde sina sista tio år i Montemor-o-Velho och dog 1518 (86 år).